# Giorgi Kokhreidze
Giorgi Kokhreidze (in georgiano გიორგი კოხრეიძე?; Tbilisi, 18 novembre 1998) è un calciatore georgiano, attaccante della T'orp'edo Kutaisi.

## Carriera

### Club
Ha giocato nella prima divisione georgiana e nella seconda divisione francese.

### Nazionale
Ha giocato nelle nazionali giovanili georgiane Under-17, Under-19 ed Under-21.

## Palmarès

### Club

#### Competizioni nazionali
- Campionato georgiano: 2

Saburtalo Tbilisi: 2018, 2024
- Coppa di Georgia: 1

Saburtalo Tbilisi: 2019
- Supercoppa di Georgia: 1

Saburtalo Tbilisi: 2020